# Елизаветино (Воронежская область)
Елизаве́тино — село в Бутурлиновском районе Воронежской области.
Входит в состав Филиппенковского сельского поселения.

## Население
| 1859 | 1897  | 2010 |
| ---- | ----- | ---- |
| 993  | ↗1350 | ↘488 |

## Улицы
| - ул. Весёлая, - ул. Горького, - ул. Карла Маркса, - ул. Культуры, | - ул. Рабочая, - ул. Садовая, - ул. Советская. |

## Известные уроженцы
- Волохина-Миляева, Нина Серафимовна (1927—1996) — советская доярка, Герой Социалистического Труда.